# アメリカ大陸のウェールズ移民
アメリカ大陸のウェールズ移民（アメリカたいりくのウェールズいみん、英: Welsh settlement in the Americas）は、新世界において特徴あるウェールズ人の開拓地を幾つか個別に設立した。イギリスによるアメリカ大陸の植民地化の一部とみなすこともできる。

## マドック伝説
16世紀に流布した伝説では、アメリカ大陸を最初に見たヨーロッパ人は1170年のウェールズの王子マドックだった。グウィネズの王子でオーウェン・グウィネズの息子マドックが、王位継承の混乱中に一群の植民と共にその国を逃れ、船で西に向ったとされている。最終的にミシシッピ川近くで上陸し植民地を建設したが、その後は先住民の中に融けこんでしまった。16世紀後半にこの伝説がジョン・ディーのような著作家たちによってイギリスの北アメリカ領有権主張を支持するために使われた。18世紀にウェールズ語を話す先住民の話とともにこの伝説が復活したが、現代の学者達の大半はこれを事実に基づかないものとみなしている。

## 北アメリカ
アメリカ合衆国とカナダには広範にウェールズ人移民が存在するが、ウェールズ人だけの植民地を造ろうとした試みは限られたものだった。ウィリアム・ボーン卿が1617年にニューファンドランド島のリニューズにウェールズ人移民を送り込んで恒久的植民地を造ろうとしたが最後は失敗した。ボーンは再度ニューファンドランド島のトレパシーにキャンブリオルと呼ぶ植民地を建設しようとし、これがボルティモア男爵のアヴァロン植民地（現在のアバロン半島）に転換された。ここは「イングランド・サマセットの、イギリスで初めてキリスト教が結実したグラストンベリーにある古き伝説の地アヴァロンを模倣し、アメリカにも別のアヴァロンを造るもの」とされた。

### ペンシルベニア
17世紀、ウェールズの多くのクエーカー教徒が、ウェールズ人の植民地建設を認めるというウィリアム・ペンの約束を元に現在のペンシルベニア州に移民した。ウェールズ・トラクトと呼ばれたその土地は、多くの開拓者が英語を話さなかったので、政府がウェールズ語を使用することになる別の行政区画であり続けた。しかしこの約束は守られず、1690年代までには異なる複数の郡に分けられ、このトラクトが自治権を得ることはなかった。
18世紀後半、現在のペンシルベニア州カンブリア郡にカンブリア（ラテン語でウェールズの意）と名付けられたウェールズ人の植民地がモーガン・ジョン・リースによって建設された。1856年から1867年にかけて、サミュエル・ロバーツがテネシー州ブラインフィノンにウェールズ人の植民地を建設しようとした。一方、マイケル・D・ジョーンズはウィスコンシン州、オレゴン州およびブリティッシュコロンビア州に植民地を建設する計画を立てたが、これらのどれも実現しなかった。

### テネシー
南北戦争後、ウェールズ移民104家族がペンシルベニアからテネシー州東部に移動した。これらのウェールズ人はノックスビル市の一部であるメカニクスビルと呼ばれる地域に入植した。これらの家族はジョセフとデイビッドのリチャーズ兄弟が募集し、当時ジョン・H・ジョーンズと共同所有する圧延工場で働いた。
リチャーズ兄弟はルイビル・ナッシュビル鉄道の側にノックスビル鉄工所を共同で設立し、そこが後に1982年のワールドフェア会場になった。ウェールズ移民が働いた鉄工所の当初の建物の中で、レストラン「ザ・ファンドリー」（鋳造所の意）を収容する建物だけが今も残っている。1982年のワールドフェアでこの建物はストロハウスと呼ばれていた。
ウェールズ移民は第二長老派教会のために取って置かれたスペースを見て、1870年に自分達の組合教会を建設し、トマス・トーマスを初代牧師に任命した。しかし、1899年にはこの教会の資産が売却された。
ウェールズ移民はノックスビルで成功し他の事業も設立した。その中には石炭車を作る会社、スレート屋根材を作る会社数社、大理石の会社、家具を作る会社数社などがあった。1930年までに多くのウェールズ移民は市内の他の地域やセビア郡など隣接する郡部に分散していった。今日、ノックスビル都市圏の250以上の家族が当初の移民の中に直接その先祖を辿ることができる。ノックスビルにおけるウェールズの伝統はセントデイビッドの日を祝う子孫達に伝えられている。

### オハイオ
オハイオ州のジャクソン郡とガリア郡は19世紀にウェールズ移民が入ったところであり、その多くはウェールズ西部のケレディギョン出身だった。

## 南アメリカ

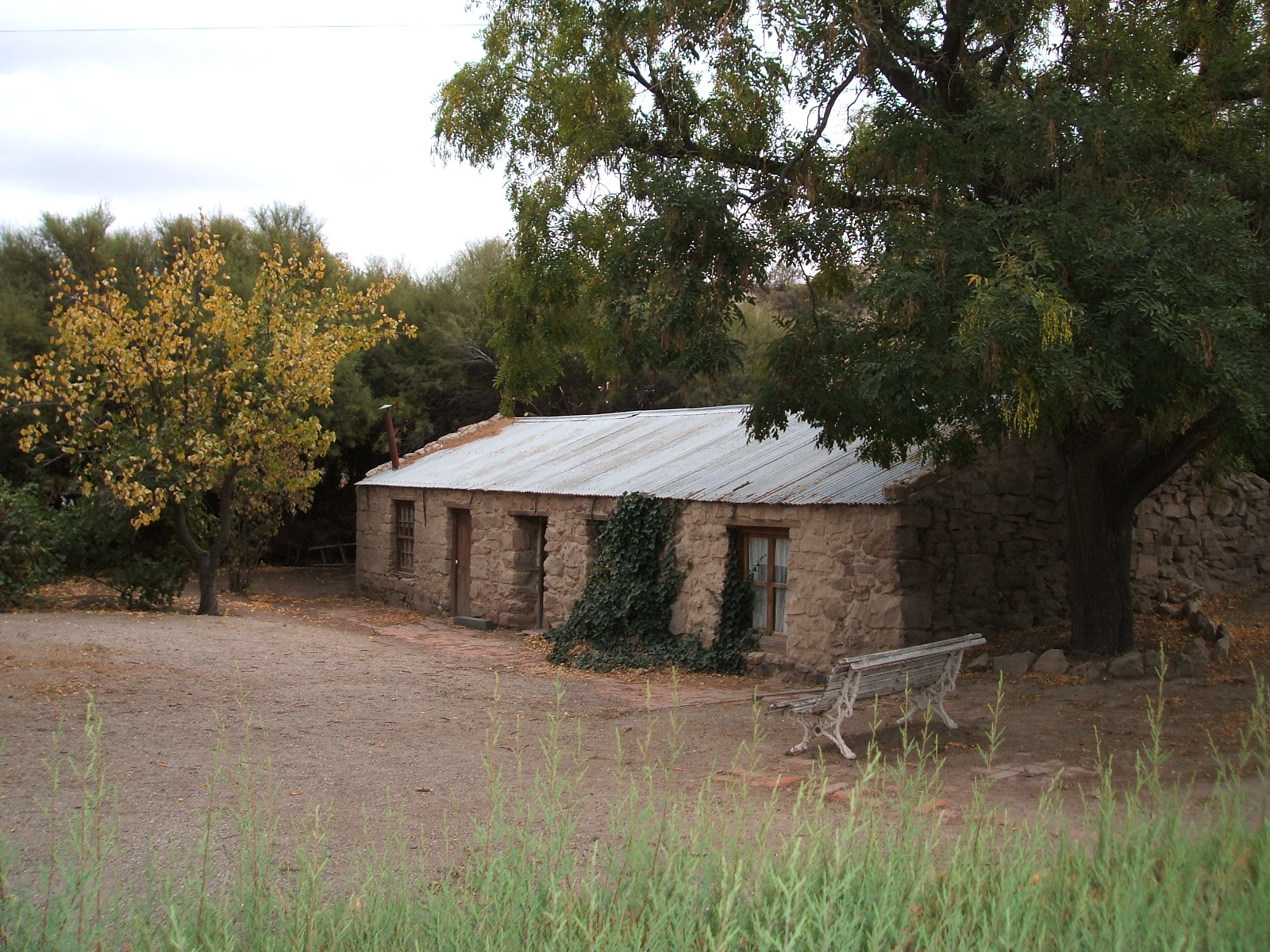
アルゼンチンのチュブ州ゲイマンにある初期ウェールズ人開拓者が建てた昔の石造り家屋

1852年、トレガノン出身のトマス・ベンボウ・フィリップスがブラジルのリオグランデ・ド・スル州に約100人のウェールズ人による開拓地を建設した。これら植民者の多くは、アルゼンチンのウェールズ人開拓者の一部としてパタゴニアにおけるより成功した植民地に移住した。
ウェールズ人植民地として最も良く知られているのは、1865年に153人の開拓者が現在のプエルト・マドリンに上陸して建設した「Y Wladfa Gymreig」（ウェールズ人植民地の意）と呼ばれるパタゴニアのチュブ・バレーにある植民地だった。この直前に植民者達はアルゼンチンの内務大臣ギレルモ・ラウソンと、人口が2万人に達した時にアルゼンチンの州の一つとして認められるという合意に達していた。しかしこの契約は、イギリス政府が開拓者の存在を使ってパタゴニアを占有する言い訳にすることを恐れたアルゼンチン議会に批准されなかった。